# Sisa Ngombane
Sisa Ngombane (* 1956) ist ein südafrikanischer Diplomat. Er ist verheiratet und hat zwei Kinder.

## Leben
An der Lomonossow-Universität studierte Ngombane Sozialwissenschaft von 1980 bis 1982. Den Afrikanischen Nationalkongresses vertrat er von 1990 bis 1994 in Brüssel. Von 1995 bis 1998 war er Botschafter in Abidjan (Elfenbeinküste) sowie in Lomé (Togo), Cotonou (Benin), Ouagadougou (Burkina Faso) und Niamey (Niger). Im Anschluss war er für acht Jahre Botschafter in Kinshasa (Demokratische Republik Kongo). 2011 war er Stellvertreter des Generaldirektors der Abteilung Mittlerer Osten und Asien im Department of International Relations and Cooperation. Seit 2012 ist er Botschafter in Israel.